# غزال خلج
غزال خلج (زاده ‎۳۰ شهریور ۱۳۶۹) عضو و کاپیتان تیم ملی کبدی بانوان ایران است.

## افتخارات

### بازی‌های آسیایی
او به همراه تیم ملی کبدی زنان ایران، در بازی‌های آسیایی ۲۰۱۴ در اینچئون، کره جنوبی شرکت نمودند و پس از پیروزی در مسابقات مرحله مقدماتی، در مرحله نیم نهایی تیم ملی کبدی بانوان بنگلادش را شکست دادند و به رقابت پایانی راه یافتند. اما در دیدار نهایی با شکست برابر هند، در جایگاه دوم بازی‌ها ایستادند و نشان نقره به گردن آویختند.
او همچنین توانست در بازی‌های آسیایی ۲۰۱۸ در جاکارتا، اندونزی در بازی فینال هند را شکست داده و مدال طلای بازیها را بدست آوردند.